# Ніл (Лущак)
Єпископ Ніл ЧБМ (у світі Юрій Юрійович Лущак) (нар. 22 травня1973, Ужгород) — мукачівський єпископ (титулярний осідок Фленуклети), викладач Ужгородської греко-католицької богословської академії ім. Блаженного Теодора Ромжі, монах, член чину Братів менших. Із часів блаженного Теодора Ромжі перший закарпатець, рукоположений в Ужгороді на єпископа в Ужгородському греко-католицькому Хрестовоздвиженському катедральному соборі.

## Біографія
Народився 22 травня 1973, виріс у місті Ужгород та навчався там само в міській середній школі. Відбув військову службу в 1991—1993; 1993 року вступив в Ужгородську духовну семінарію. Закінчивши теологічні студії, рукоположений у священники 2 липня 1996 та направлений, як сотрудник, до ужгородського Хрестовоздвиженського кафедрального собору. Відтак призначений як адміністратор, а згодом — як парох смт Перечин, на парафії свт. Миколая Чудотворця, а також душпастирював протягом семи років на парафіях Мукачівської єпархії в смт. Перечині та в Перечинському районі, наприклад у парафії Успіння Пресвятої Богородиці в с. Дубриничі. До того, як вступив до францисканської спільноти Братів Менших, розпочав студії в Римі, де навчався в Папському урбаніянському університеті, здобуваючи ліценціат з філософії. У 2009 році вступив на новіціят Чину Братів Менших (м. Тернопіль), прийнявши чернече ім'я Ніл та 2010 року склав тимчасові обіти. Того ж року розпочав викладати філософію в Ужгородській греко-католицькій богословській академії ім. Блаженного Теодора Ромжі.

## Єпископ
12 січня 2013 року в Ужгородському греко-католицькому Хрестовоздвиженському катедральному соборі відбулася хіротонія преподобного о. Ніла Лущака, ЧБМ, викладача богословської академії Мукачівської єпархії.
Головний святитель — Мілан Шашік СМ, єпарх Мукачівський; співсвятителі — Вільям Чарлз Шкурла, митрополит Пітсбузький (США), та архієпископ Кирил Васіль ТІ, Секретар Конгрегації для Східних Церков.
Після смерті 14 липня 2020 року правлячого єпископа Мукачівської єпархії вл. Мілана Шашіка, 20 липня 2020 року Папа Франциск призначив владику Ніла Лущака Апостольським Адміністратором вакантного осідку Мукачівської греко-католицької єпархії ad nutum Sanctae Sedis (до відкликання Апостольською Столицею).